# Lega Italia Federale
Lega Italia Federale è il nome con cui la Lega Nord si presentò nelle regioni dell'Italia meridionale e nel Lazio dal 1993 al 1995.
All'assemblea federale della Lega Nord del maggio 1993 a Venezia fu lanciata l'idea di cambiare nome al movimento, per cercare di mietere maggiori consensi nelle regioni centromeridionali: uno dei nomi proposti fu proprio Lega Italia Federale. Il partito mantenne il suo nome, ma tale dicitura venne applicata alla sua organizzazione stabile nel centro-sud, che fu elevata al rango delle varie "sezioni nazionali". La Lega Italia Federale ebbe sede in Roma e coordinatore Cesare Crosta.
L'esordio della Lega Italia Federale (che presentava lo stesso simbolo della Lega Nord) alle elezioni avvenne nella tornata autunnale del 1993, quando candidò a sindaco della capitale Maria Ida Germontani, che ottenne lo 0,7% (la lista per il consiglio comunale ebbe l'1,1%).
Alle elezioni regionali del 1995 la lista si presentò in Lazio, Puglia, Calabria (dove appoggiò i candidati del centrosinistra) e Campania (con un proprio candidato alla presidenza). I risultati furono inferiori all'1% in tutte le regioni, ma decisivo fu quello nel Lazio per la vittoria del centro-sinistra.
La svolta secessionista della Lega Nord nel 1996 segnò la fine del progetto della Lega Italia Federale, che da allora non fu più presentata.
Gianfranco Vestuto, fondatore della Lega Sud Ausonia, aveva inizialmente aderito al progetto col suo movimento, concorrendo per un'elezione suppletiva nel 1995. Nel 2001, dopo l'ingresso della Lega Nord nella Casa delle Libertà, riprese la collaborazione con la Lega Nord e fu di nuovo candidato (senza fortuna) in un collegio uninominale in Campania, ma successivamente assunse una linea politica anti-settentrionale.
Una ripresa dell'attività della Lega Italia Federale può essere vista nell'Alleanza Federalista di Giacomo Chiappori, creata nel 2003, che si sarebbe dovuta presentare alle elezioni regionali in Abruzzo del 2008 ma ne fu esclusa, e nella formazione del movimento Noi con Salvini nel 2014, pensato dal nuovo segretario federale della Lega per rilanciare la proposta leghista nell'Italia centromeridionale. Noi con Salvini si è presentato a diverse tornate amministrative, tra cui le elezioni regionali in Puglia del 2015 in cui ha raccolto il 2,42%.
Il contrassegno adottato dalla Lega Nord (con la dicitura Lega Salvini premier) per le elezioni politiche del 2018 ricorda molto quello usato a suo tempo dalla Lega Italia Federale.